# Georgetown Environmental Law Review
La  Georgetown Environmental Law Review è una rivista giuridica trimestrale, pubblicata dagli studenti del Georgetown University Law Center della Georgetown University. Lo stesso team cura il settimanale Georgetown Law Weekly, che, con una tiratura di 1 500 copie e un sito Internet è stato premiato dall'American Bar Association come migliore rivista giuridica studentesca,  nel treinnio 2002-2004.
Gli articoli descrivono le implicazioni legali dei problemi dell'ambiente, quali: i cambiamenti climatici, le energie rinnovabili e i punti di contatto fra ambiente e aspetti del diritto internazionale come il commercio, i diritti umani, la sicurezza e il trasferimento tecnologico.
Nato nel 1988 come Georgetown International Environmental Law Review, nel 2015 la denominazione fu modificata in quella attuale. Il primo numero di ogni anno è dedicato alle questioni internazionali.